# Kígyászdaru-alakúak
A kígyászdaru-alakúak (Cariamiformes) a madarak (Aves) osztályának egyik rendje.

## Rendszertani besorolásuk
A kígyászdaru-alakúak a madarak osztályának egy igen régi csoportja, amely már 66 millió éve létezik. A korábbi rendszertani besorolások a darualakúak (Gruiformes) rendjébe sorolták be; azonban 2014-ben, amikor is 48 különböző rendbéli madárnak feltárták a genomját, a kutatók megtudták, hogy a kígyászdarvak nem tartoznak a darualakúak közé, sőt nem is közeli rokonaik azoknak; minden hasonlóság a konvergens evolúció műve. A DNS vizsgálatból megtudtuk, hogy eme madarak legközelebbi rokonai a sólyomalakúak (Falconiformes), utánuk pedig a verébalakúak (Passeriformes) és a papagájalakúak (Psittaciformes); hogy ezt a négy madárrendet közrefogják, létrehozták nekik az Australaves nevű madárcsoportot. A legelső képviselőjük - legalábbis az eddigi kövület szerint -, egy körülbelül 1 méter magas madár volt, amely az Antarktiszon élt a késő kréta korban; ennek a madárnak még nincs hivatalos neve. A kövületekből tudjuk, hogy ez a madárrend el volt terjedve az Amerika szuperkontinensen, Eurázsiában és Afrikában; manapság viszont a két utolsó élő képviselőjük Dél-Amerika területére szorult vissza.

## Rendszerezés
A rendbe az alábbi 1 élő család és 5-7 fosszilis család tartozik:
- kígyászdarufélék (Cariamidae) Bonaparte, 1853
- †Ameghinornithidae[5] - lásd még: Strigogyps
- †Bathornithidae  J. Cracraft, 1968[6] - lásd még: Bathornis
- †Elaphrocnemus[7] - csak nemi szinten rendszerezték[8]
- †Idiornithidae
- †gyilokmadarak (Phorusrhacidae) Ameghino, 1889[9]
- ?†Qianshanornithidae - lásd még: Qianshanornis [10]
- †Salmilidae

## Fordítás
- Ez a szócikk részben vagy egészben  a   Cariamiformes című angol Wikipédia-szócikk ezen változatának fordításán alapul.  Az eredeti cikk szerkesztőit annak laptörténete sorolja fel. Ez a jelzés csupán a megfogalmazás eredetét és a szerzői jogokat jelzi, nem szolgál a cikkben szereplő információk forrásmegjelöléseként.